# 隘門沙灘
隘門沙灘位於台湾澎湖的馬公機場附近，是该地区最長的金黃色贝壳沙灘，以其獨特的沙質和美麗的景色而聞名。沙灘主要由珊瑚、貝殼碎屑和孔蟲遺骸組成，特別是星狀的有孔蟲沙子，吸引了众多游客前来观赏。
隘門沙灘在2000年代初曾因盜採砂石而受到嚴重破壞，但在當地村長李天育及社區居民的努力下，經過多年的復育，沙灘的環境得以恢復，如今成為熱門的休閒娛樂地點。
然而隨著澎湖當地盜採砂石業者的入侵，怪手和砂石車來去之間，貝殼沙灘成了裸露的岩層，蔚藍的海灣成了成堆的垃圾山，隘門沙灘改變了，變得連隘門人也遺忘了它。近年來，隘門村村長李天育及社區熱心人士每逢冬季以攔沙網保護沙灘。隘門沙灘是當地居民合力整建的海濱休閒遊戲區，也因為社區人士共同的努力，澎湖當地居民與台灣遊客年年激增。隘門沙攤與林投公園海岸連成一氣，最具潛力的遊憩區。

## 地理環境
隘門沙灘由珊瑚與貝殼碎屑、微體生物等組成，其中以星狀的有孔虫最令遊客驚艷。此地同樣細密的美麗沙灘其實是與林投沙灘相連的，由於有相同海天一色的美景，所以成為澎湖當地居民遊樂的最好休閒場所。

## 管理
澎湖縣政府旅遊局

## 外部連結
- 澎湖縣政府旅遊處網站 （页面存档备份，存于）
- 澎湖國家風景區管理處網站 （页面存档备份，存于）